# Kaylyn Kyle
Kaylyn Kyle, född 6 oktober 1988 i Saskatoon, är en kanadensisk fotbollsspelare. Hon spelar som mittfältare för Piteå IF.

## Landskamper
Kaylyn Kyle har spelat fem landskamper för Kanadas damlandslag i fotboll.

## Klubbar
- Vancouver Whitecaps Women
- Piteå IF